# Osek (okres Jičín)
Osek je obec v okrese Jičín v Královéhradeckém kraji. Žije v ní 233 obyvatel.

## Historie
První písemná zmínka o obci pochází z roku 1360.

## Obyvatelstvo
| Rok            | 1869 | 1880 | 1890 | 1900 | 1910 | 1921 | 1930 | 1950 | 1961 | 1970 | 1980 | 1991 | 2001 | 2011 | 2021 |
| -------------- | ---- | ---- | ---- | ---- | ---- | ---- | ---- | ---- | ---- | ---- | ---- | ---- | ---- | ---- | ---- |
| Počet obyvatel | 284  | 331  | 310  | 301  | 303  | 333  | 323  | 245  | 234  | 206  | 214  | 160  | 146  | 193  | 228  |
| Počet domů     | 40   | 45   | 47   | 50   | 51   | 62   | 71   | 73   | 63   | 53   | 51   | 72   | 70   | 84   | 97   |

## Obecní správa
Mezi lety 1850–1874 patřil Osek jako osada města k Sobotce v okrese Jičín. V letech 1874–1985 byl obcí v okrese Jičín (1874–1930), poté v okrese Mnichovo Hradiště (1950) a později opět v okrese Jičín. Od 1. července 1985 do 23. listopadu 1990 patřil znovu jako část města k Sobotce a od 24. listopadu 1990 je opět samostatnou obcí.

## Pamětihodnosti
- Kostel Nanebevzetí Panny Marie
- Dřevěná zvonice

## Galerie

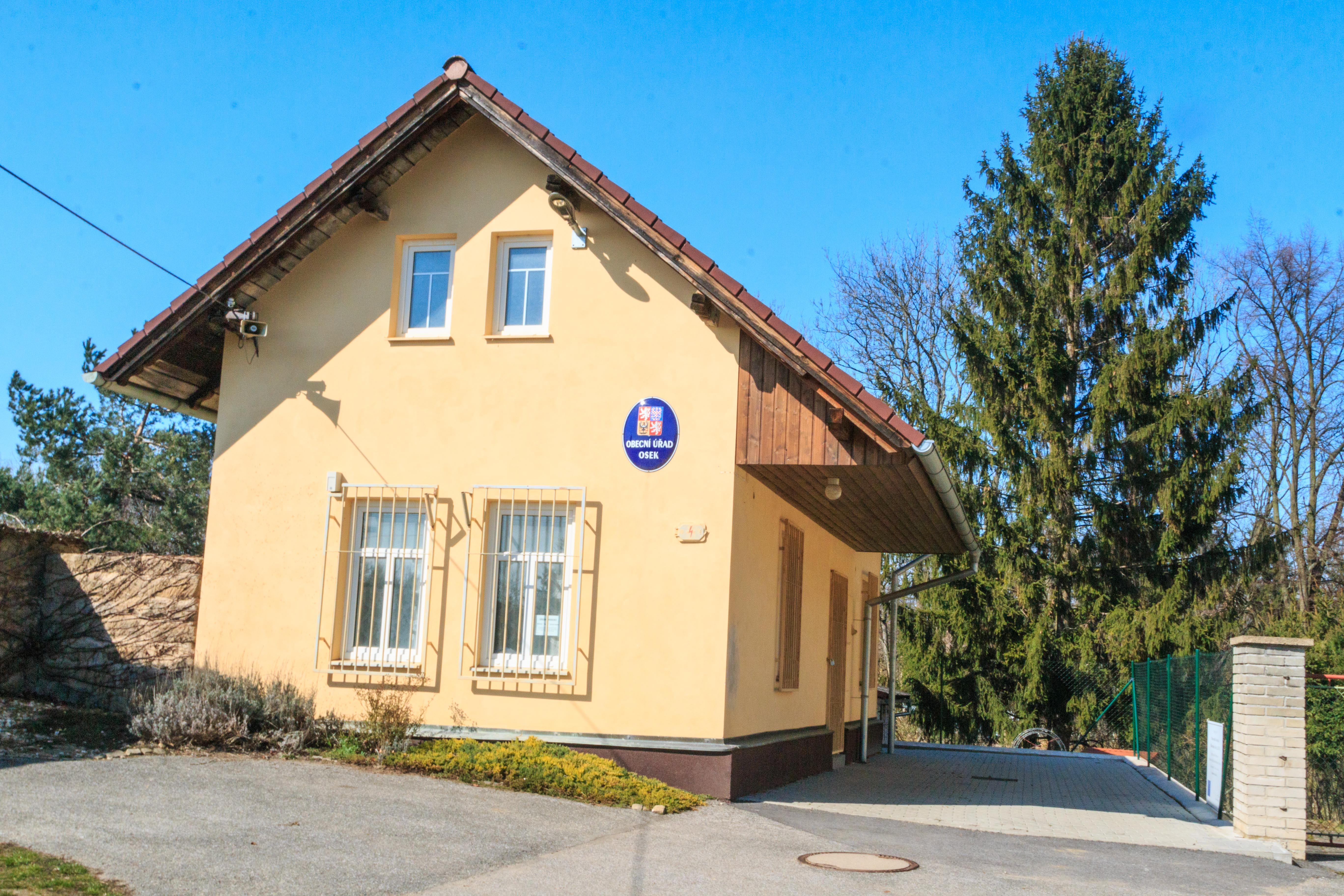
Obecní úřad
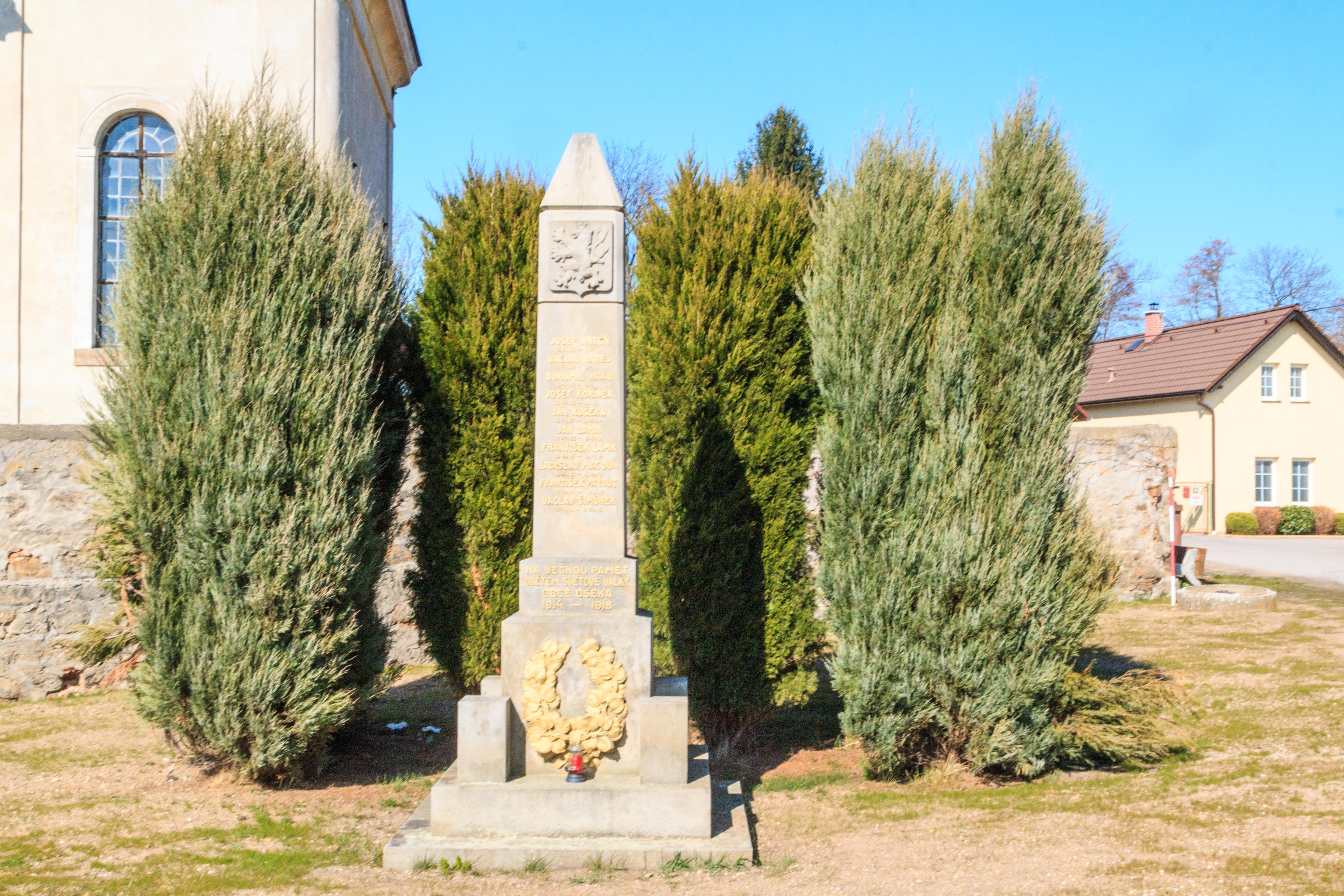
Pomník padlých
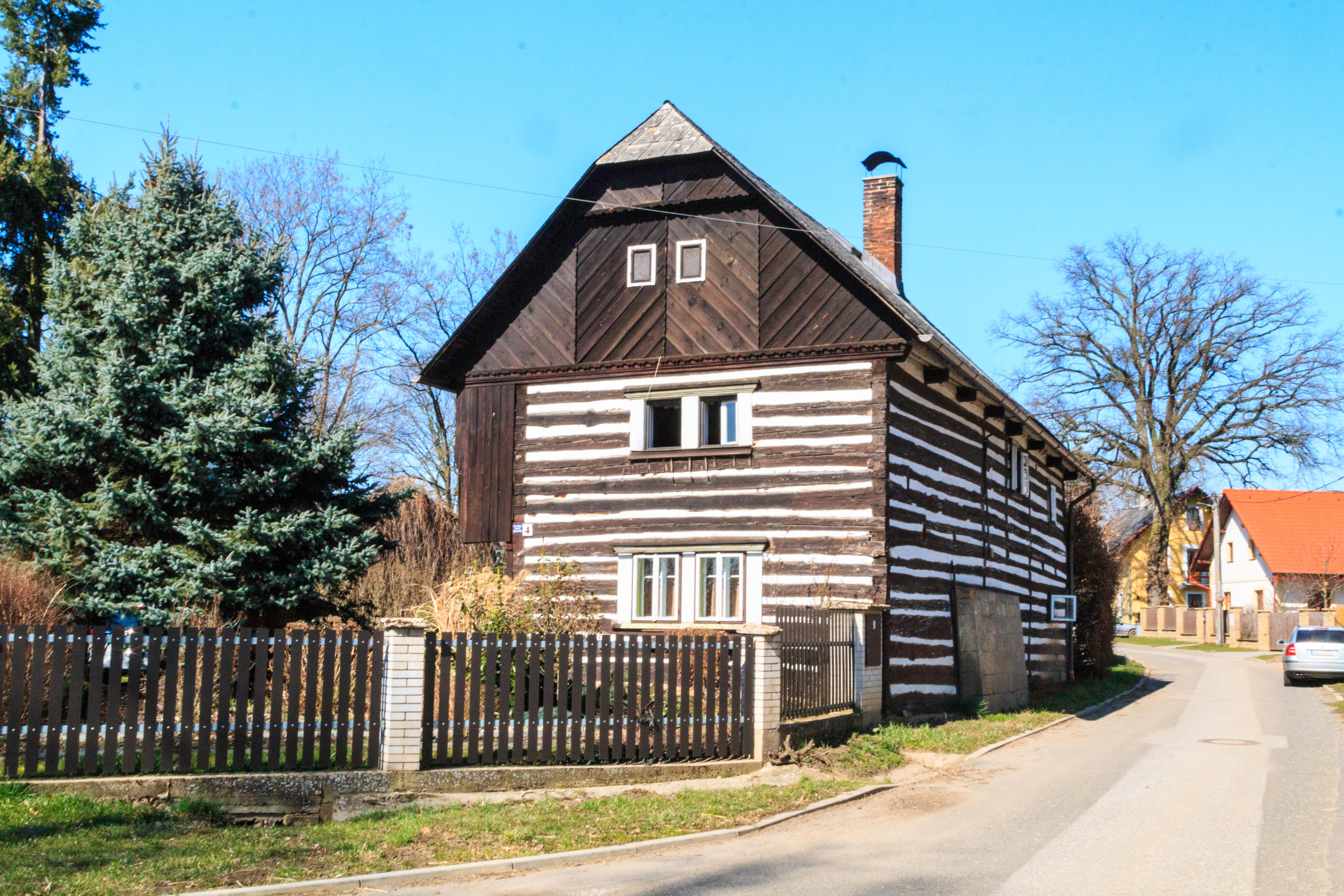
Dům čp. 4
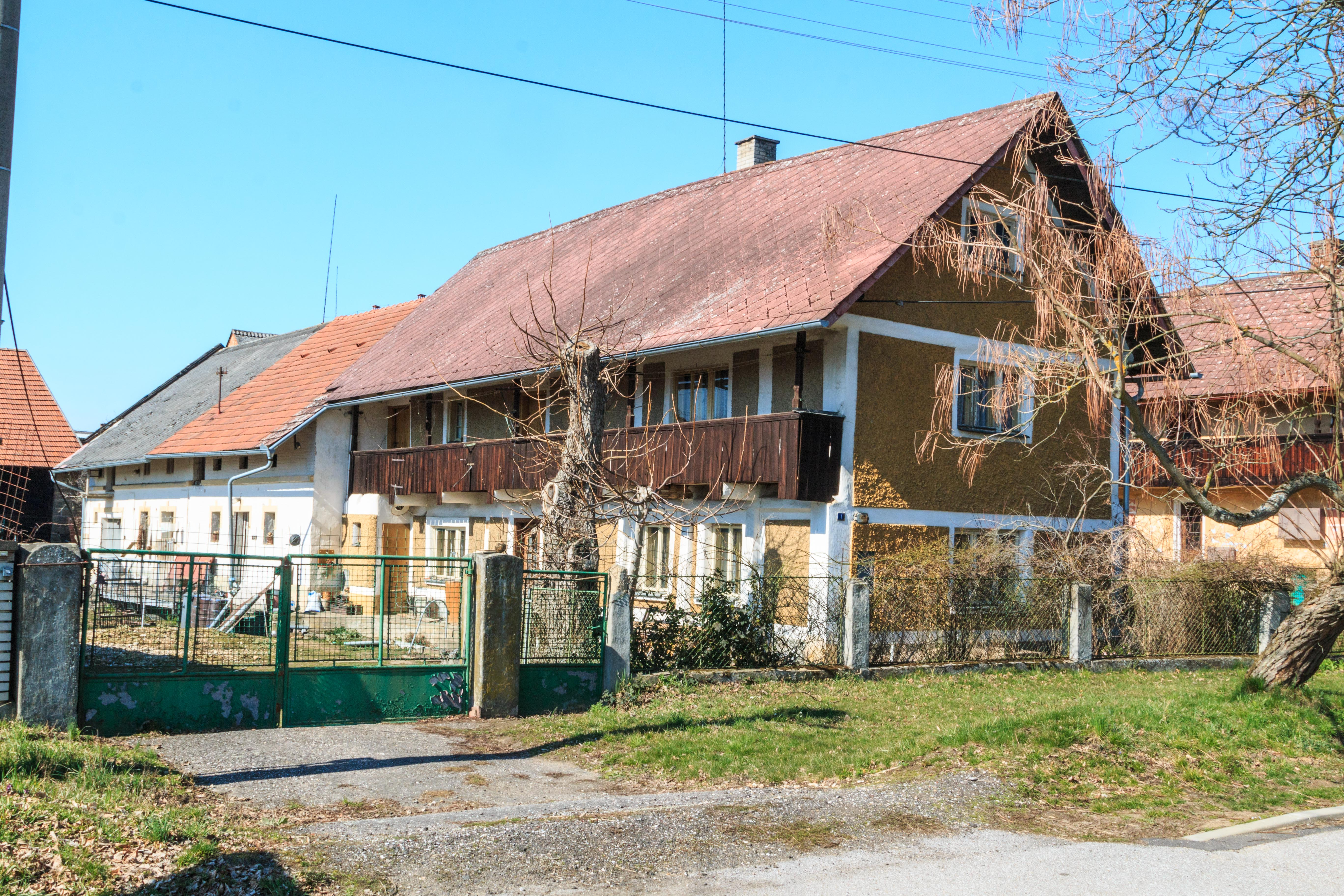
Dům čp. 1
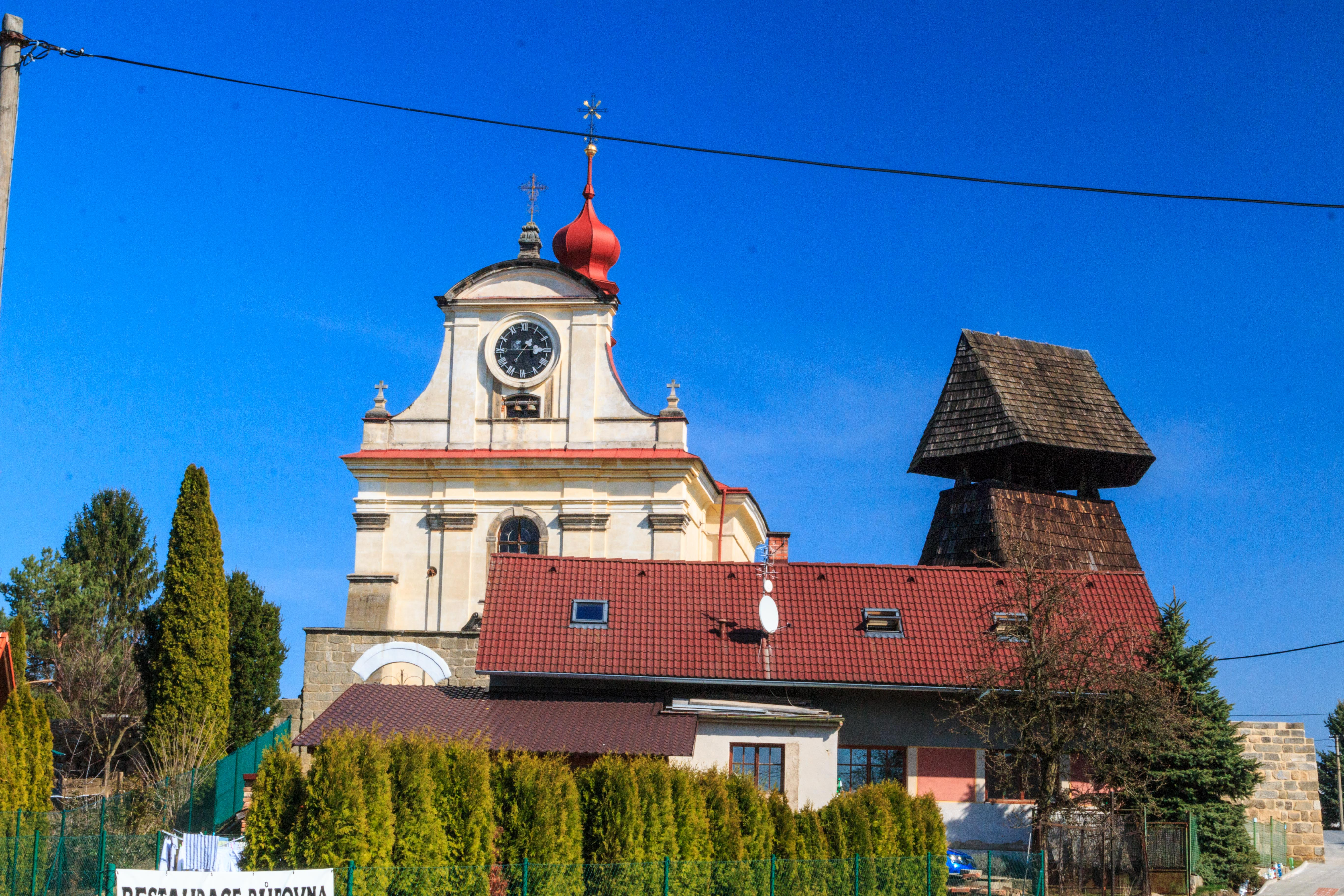
Kostel Nanebevzetí Panny Marie
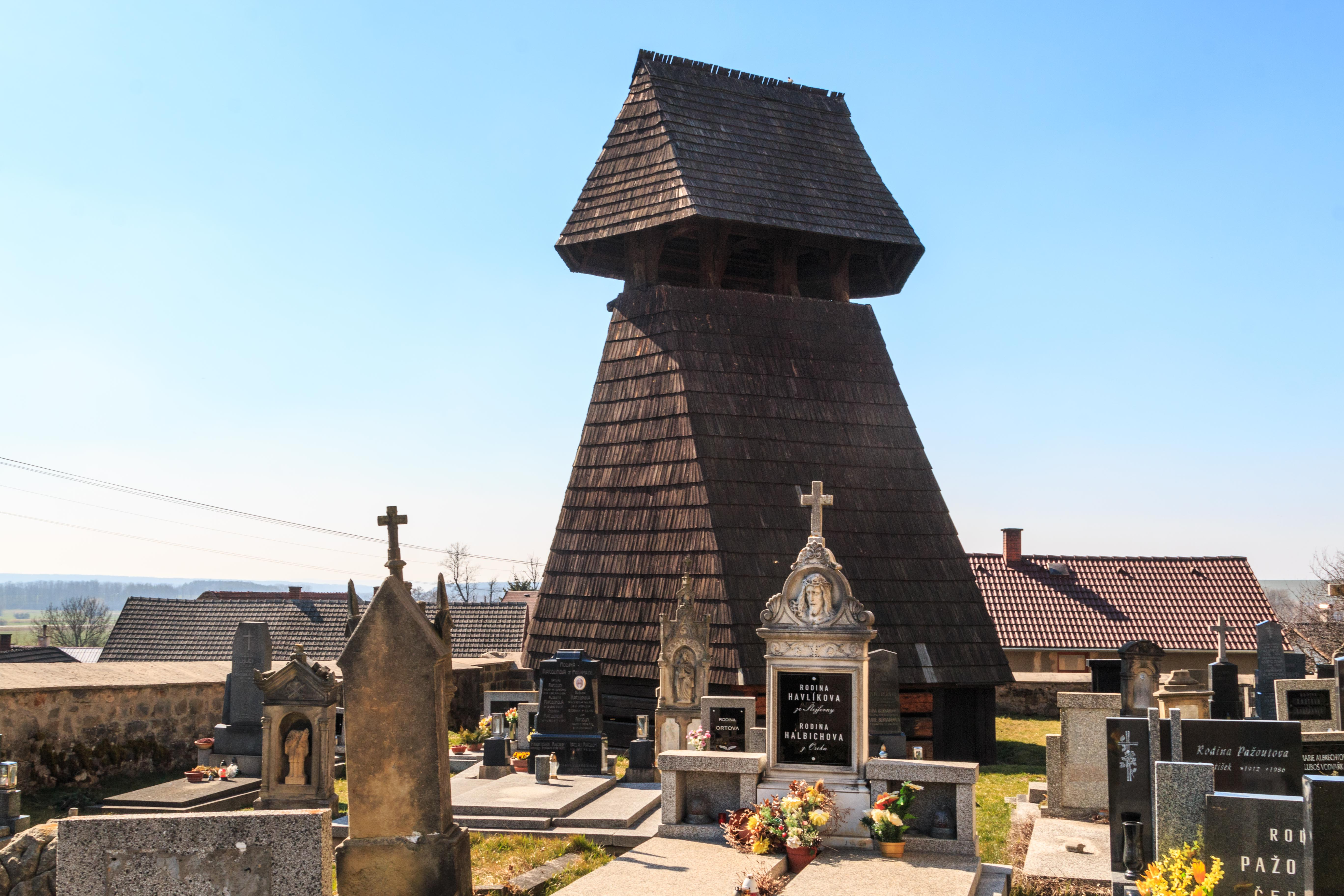
Zvonice u Kostela Nanebevzetí Panny Marie